# Laura Regan
Laura Regan (Halifax (Nova Scotia), 17 oktober 1977) is een Canadese actrice.

## Biografie
Regan werd geboren in Halifax (Nova Scotia) in een gezin met zes kinderen. In haar kinderjaren was het haar wens om een carrière in ballet te krijgen, op haar vijftiende kreeg zij een ernstige blessure wat het einde van haar balletcarrière betekende. Zij ging studeren aan de McGill-universiteit in Montreal (Canada) waar zij besloot om zich te richten op een acteercarrière. In haar laatste studiejaar besloot zij om te verhuizen naar New York waar zij haar studie afronden aan de New School University. 
Regan is vanaf 2007 getrouwd, en spreekt naast Engels ook vloeiend Frans en Italiaans.

## Filmografie

### Films
- 2014 Atlas Shrugged: Part III - als Dagny Taggart
- 2008 How to Be a Serial Killer – als Abigail
- 2007 Dead Silence – als Lisa Ashen
- 2007 Poor Boy's Game – als Emma
- 2006 Hollow Man II – als Maggie Dalton
- 2003 Saving Jessica Lynch – als Jessica Lynch
- 2003 Blessings – als Shelley
- 2002 They – als Julia Lund
- 2002 My Little Eye – als Emma
- 2001 Someone Like You... – als Evelyn
- 2000 Unbreakable – als Audrey Inverso (20 jaar)

### Televisieseries
Uitgezonderd eenmalige gastrollen.
- 2022 Diggstown - als ?? - 2 afl.
- 2022 Chloe - als Georgia Cowan - 2 afl.
- 2015 Minority Report - als Agatha - 10 afl.
- 2015 Murder in the First - als Mary Rentman - 3 afl.
- 2008-2010 Mad Men – als Jennifer Crane – 6 afl.
- 2003 Judging Amy – als Ellen Brady – 3 afl.

- Bibliothèque nationale de France: cb15500091v (data)
- Gemeinsame Normdatei: 1071853740
- International Standard Name Identifier: 0000 0000 7847 9147
- Library of Congress Control Number: no2010000460
- Nederlandse Thesaurus van Auteursnamen: 25575809X
- Virtual International Authority File: 51994462
- WorldCat: E39PBJc3JpwGDh9rFgQFr7hj4q